# Аруначалам Муруганантам
Аруначалам Муруганантам (там. அருணாச்சலம் முருகானந்தம்; род. 1962) — индийский изобретатель и социальный предприниматель из сельских окраин Коимбатура, в южном штате Тамилнад.
Аруначалам Муруганантам известен изобретённым им ручным приспособлением и технологией, позволяющим производить недорогие женские гигиенические прокладки кустарным способом, а также свободным продвижением своего изобретения и пропагандой гигиены среди беднейших районов Индии и других стран.

## Предпосылки
После гибели его отца, С. Аруначалама, в автокатастрофе, его матери Ваните пришлось зарабатывать на жизнь самостоятельно.
Получаемых ею доходов размером около одного доллара в день не хватало на обеспечение семьи.
Муруганантаму пришлось бросить школу и заняться фермерством.
Несколько лет он работал в сварочном цехе.
В 1998 году он женился и впервые столкнулся с решением проблем менструального цикла у женщин.
Решив сделать своей возлюбленной подарок, он поразился, во-первых, цене изделия, которое, по его мнению, должно стоить в сорок раз меньше, во-вторых, ханжескому отношению к этому в обществе.
Изучив исследования, он узнал, что на тот момент лишь около 12 % индийских женщин использовали гигиенические прокладки, остальные довольствовались ветошью, а некоторые применяли песок, листья, опилки и даже сажу.
На тот момент примерно 70 % всех репродуктивных заболеваний в Индии были вызваны плохой менструальной гигиеной, что вело к повышенной женской смертности.

## Изобретение
Аруначалам Муруганантам поставил перед собой цель решить эту проблему, плотно занявшись экспериментами.
Однако жена и замужние сёстры отказались участвовать в тестировании его продукции.
Плачевно закончилось и обращение к учащимся медицинского колледжа.
Поэтому первое время пришлось экспериментировать на себе, используя мяч в качестве ёмкости для козьей крови и трубку для соединения с промежностью для тока крови.
Во время экспериментов по созданию технологии от него ушла жена Шанти, ради которой он начал заниматься этим изобретением, отвернулись мать и другие родственники.
Односельчане смотрели на него как на психически больного человека — одержимого злыми духами.
Муруганантам столкнулся со множеством технологических задач.
Например, он не сразу понял, что в прокладках используется не хлопок, а специальным образом обработанная целлюлоза.
Однако Муруганантаму удалось добиться цели и создать востребованный продукт.
С окончанием работы над изобретением к нему вернулась семья и пришла мировая известность.

## Развитие

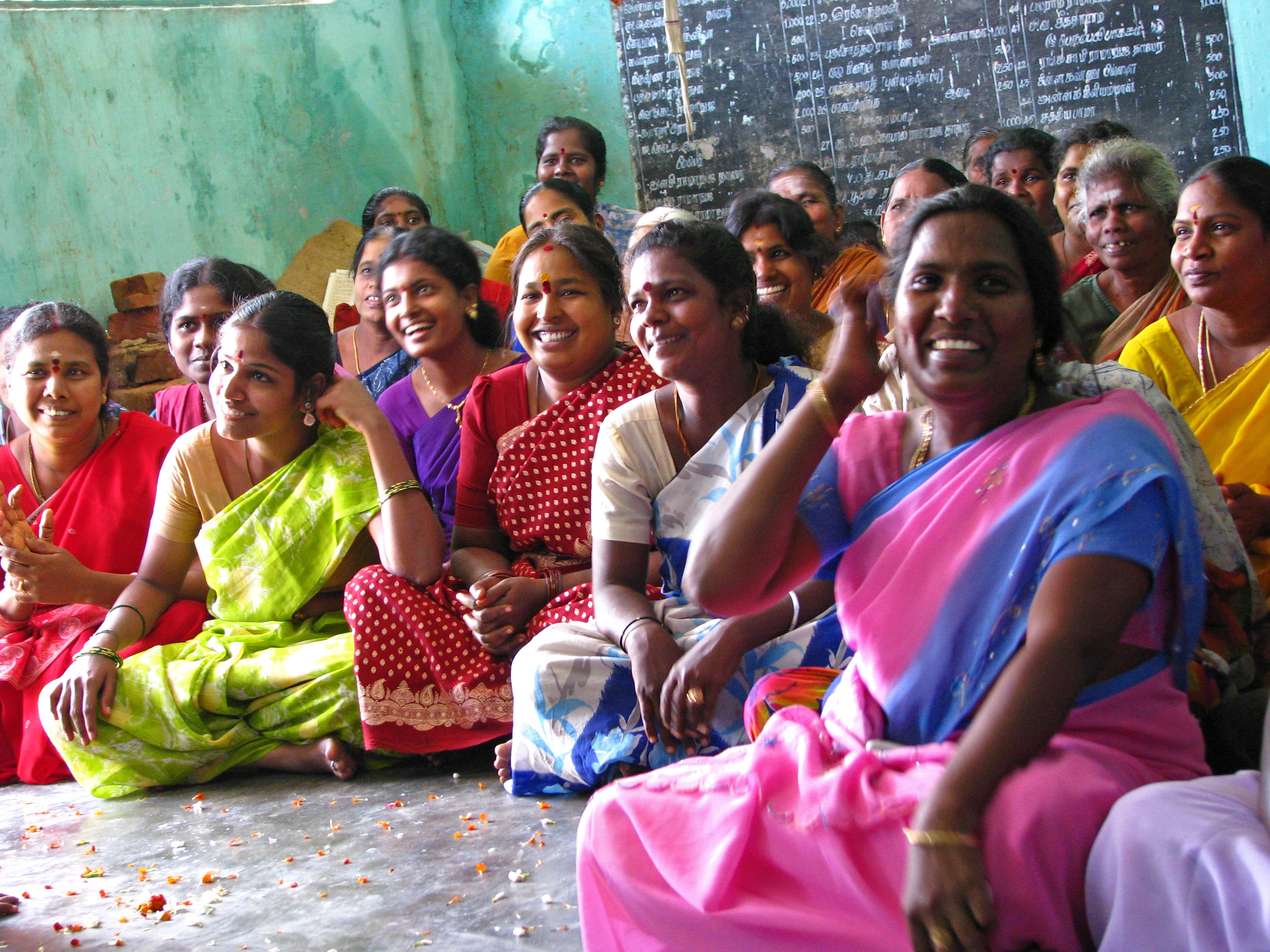
Деревенские женщины на встрече группы взаимопомощи

Для распространения своего изобретения и идей Аруначалам Муруганантам основал компанию Jayaashree Industries.
Большинство клиентов Муруганантама — это некоммерческие общественные организации и женские группы взаимопомощи, выпускающие прокладки каждая под своим брендом.
Стоимость одного комплекта оборудования составляет около 75 000 индийских рупий (723 фунта стерлингов). Кроме того, Муруганантам предлагает полуавтоматический станок, который стоит несколько дороже. Каждый комплект может обеспечить прокладками около 3000 женщин и предоставляет занятость десяти. Они могут производить 200—250 прокладок в день, стоимость реализации которых в среднем составляет около 2,5 рупии (0,025 фунта стерлингов) за каждую.
Аруначалам Муруганантам не стремится получить на своём изобретении сверхдоходы и противостоит крупным корпорациям в получении патента на него, довольствуясь с семьёй скромным жильём и автомобилем. «Я не накопил денег, но я накопил много счастья», — считает Муруганантам. Свою миссию он видит в изменении индийского общества — в пропаганде гигиены, изменении отношения к женщине, снятии табу и обеспечении занятости в сельских общинах.
Инновация и пропаганда Муруганантама в школах позволила продолжить обучение девушкам в сельских районах, которые ранее иногда прекращали его после начала менструального цикла. Школы сами начали закупать оборудование Муруганантама с целью распространения продукции среди учениц.

## Признание
В 2006 году Аруначалам Муруганантам получил национальную премию в области инноваций из рук президента Индии Пратибхи Патил.
В 2013 году о нём снят полнометражный документальный фильм «Менструальный парень» (англ. Menstrual Man).
В 2014 году Time назвал его одним из «100 наиболее влиятельных людей мира».
В 2018 году на основе его биографии снят полнометражный художественный фильм «Padman» (англ. Padman).